# Theridion epiense
Theridion epiense là một loài nhện trong họ Theridiidae.
Loài này thuộc chi Theridion. Theridion epiense được Lucien Berland miêu tả năm 1938.